# غاري مورغان
غاري مورغان (بالإنجليزية: Gary Morgan)‏ (1 أبريل 1961 في المملكة المتحدة - ) هو لاعب كرة قدم بريطاني في مركز الدفاع. لعب مع بيشوب أوكلاند ‏ وConsett A.F.C. ‏ وبيرويك راينجرز ودارلينجتون إف سى.